# 日照岚山疏港铁路
日照岚山疏港铁路是山东港口日照港岚山港区的第二条铁路运输通道，将岚山港、岚桥港、山钢日照精品基地、日钢与瓦日铁路、兖石铁路连接，起自瓦日铁路高兴岭线路所（位于巨峰站至日照南站区间），终至坪岚铁路岚山港站，全长36.67公里。该铁路也是第一条日照市政府参与管理运营的货运铁路。

## 车站
- 怀古站
- 山钢站
- 岚山港站

## 历史
- 2020年3月20日，项目开工建设。[4]
- 2022年12月，山钢站以北工程建成竣工。
- 2022年12月5日至26日，国铁济南局和山东轨道交通集团组织开展了高兴岭线路所至山钢站以及疏解线的各种检测验收工作，认定线路具备开通条件。[2]
- 2022年12月29日，线路开通运营。[5]